# روس وينانز
روس وينانز هو مخترع وسياسي أمريكي، ولد في 17 أكتوبر 1796، وتوفي في 11 أبريل 1877. انتخب عضو مجلس النواب لولاية ماريلند ‏.